# Holocotylon
Holocotylon là một chi nấm trong họ Agaricaceae. Nó được miêu tả bởi Curtis Gates Lloyd năm 1906.